# Richard Feynman
Richard Phillips Feynman (New York, 11. svibnja 1918. – Los Angeles, 15. veljače 1988.), američki fizičar.
Jedan je od najutjecajnih američkih fizičara 20. stoljeća, koji je naročito radio na polju kvantne elektrodinamike. Uz to što je bio nadahnuti predavač i amaterski glazbenik, sudjelovao je u razvoju atomske bombe, a bio je kasnije i član odbora koji je istraživao nesreću Space Shuttlea Challengera. Za svoj rad na kvantnoj elektrodinamici Feynman je dobio Nobelovu nagradu za fiziku 1965., zajedno s Julianom Schwingerom i Shin'ichirōm Tomonagom. 
Knjige o mehanici, elektromagnetizmu i kvantnoj fizici napisane po njegovim predavanjima na California Institute of Technology (Caltech) među najboljim su i najutjecajnijim udžbenicima fizike svih vremena.

## Rana mladost
Richard Phillips Feynman rođen je 11. svibnja 1918. godine u Queensu, grad New York, kao sin Lucille rođ. Phillips (koja je bila domaćica) i Melvillea Arthura Feynmana (koji je bio prodajni zastupnik) rodom iz Minska (danas Bjelorusija, onda Carska Rusija), a koji su oboje bili aškenazi židovi. No nisu bili religiozni, a sam Feynman se od svoje mladosti izjašnjavao kao ateist.
Poput Alberta Einsteina i Edwarda Tellera, Richard je kao dijete nešto kasnije počeo govoriti i do svoje treće godine jedva da je izustio pokoju riječ. Kao odrastao zadržao je brooklynski naglasak, a taj naglasak kod njega ljudi su ponekad percipirali kao izvještačenost.
Kada je Richardu bilo pet godina, majka mu je rodila brata, ali on je umro već nakon svega nekoliko tjedna života. Četiri godine kasnije, Richard je dobio sestru Joan i obitelj se preselila u Far Rockaway, Queens. Iako je razlika među njima bila devet godina, Joan i Richard bili su bliski i oboje su gajili zajedničku prirodnu znatiželju u pogledu na svijet.
Na mladog Richarda veliki utjecaj je imao njegov otac koji ga je ohrabrivao u postavljanju pitanja o svijetu i preispitivanju ustaljenih mišljenja i koji ga je uvijek bio spreman podučiti nečemu novome. Od majke je usvojio smisao za humor koji je zadržao cijeli život. Još kao dijete imao je smisla za tehniku te je u domu napravio vlastiti mali eksperimentalni laboratorij/radionicu u kojemu je rado popravljao radio uređaje.

## Obrazovanje
Richard je pohađao Far Rockaway srednju školu u Queensu, koju su također pohađali laureati Nobelove nagrade Burton Richter i Baruch Samuel Blumberg. Na početku srednje škole Feynman je prebačen na viši razred iz matematike. Službeni test inteligencije proveden u školi procjenjuje njegov IQ na 125, što je već samo po sebi respektabilno, ali prema biografu Jamesu Gleicku rezultat bi bio i bolji da je, po njemu, testiranje pravilno provedeno. Njegova sestra Joan imala je i bolji rezultat na testiranju. Godinama kasnije odbijao je pristupiti Mensa International tvrdeći da je njegov kvocijent inteligencije prenizak za to.
Kada je Feynmanu bilo 15 godna, sam je proučavao trigonometriju, algebru, nizove, analizu, integralni i diferencijalni račun. U srenjoj školi razvijao je matematičku intuiciju na Taylorovim nizovima matematičkih operatora. Prije upisa u visoku školu, eksperimentirao je s raznim matematičkim područjima poput poluderivacija gdje je koristio vlastitu notaciju. Stvorio je posebne znakove za logaritme, sinus (sin), kosinus (cos) i tangens (tan) funkcije da ne izgledaju kao tri varijable međusobno pomnožene, kao i za derivacije. Kao član društva Arista Honor Society, na svojoj posljednjoj godini srednjeg školovanja pobijedio je na matematičkom natjecanju newyorškog fakulteta New York University.
Feynman se prijavio na Columbia University, ali nije bio primljen zbog njihove prijemne kvote za židove. Umjesto toga, upisao je Massachusetts Institute of Technology, gdje se pridružio Phi Beta Delta bratstvu. Kao preddiplomac objavio je dva rada u časopisu Physical Review. Jedan u suradnji s Manuelom Vallartaom, bio je "Raspršenje kozmičkih zraka od zvijezda galaksije".
Drugi je bio teza "Sile u molekulama", temeljen na ideji Johna C. Slatera koji je radom bio dovoljno impresioniran da ga i objavi. Danas je to poznato kao Hellmann–Feynmanov teorem.
Godine 1939. Feynman je završio preddiplomski studij i imenovan je jednim od pobjednika natjecanja Putnam (Putnam Fellow). Imao je izuzetne rezultate iz matematike i fizike kod polaganja prijemnog ispita za diplomski studij na Princeton University, ali loš rezultat iz povijesti i engleskog jezika. Voditelj odjela fizike, Henry D. Smyth, imao je drugu brigu, pišući Philipu M. Moreseu i pitajući ga: "Je li Feynman židov? Iako nemamo nikakav propis protiv židova, ipak bih volio u našem odjelu zadržati njihov postotak razumno malenim". Morse je zaključio kako Feynman doista jest židov, ali je uvjerio Smytha da Feynmanov svjetonazor i ponašanje nema ortodoksni židovski karakter.
Na prvom Feynmanovom seminaru, koji je bio klasična inačica Wheeler-Feynmanova teorija apsorpcije, prisustvovali su Albert Einstein, Wolfgang Pauli i John von Neumann. Pauli je dao predviđajuću opasku da bi teoriju bilo ekstremno teško kvantizirati, a Einstein je rekao da bi netko mogao pokušati primijeniti tu metodu na gravitaciju u njegovoj Općoj teoriji relativnosti što su Sir Fred Hoyle i Jayant Narlikar i uradili znatno kasnije i pretvorili u Hoyle–Narlikarova teoriju gravitacije.
Feynman je obranio doktorsku disertaciju na Princetonu 1942. godine; njegov mentor je bio John Archibald Wheeler. Njegova doktorska teza primijenila je princip stacionarne akcije na probleme kvantne mehanike, inspiriran željom da kvantizira Wheeler–Feynmanovu teoriju apsorpcije u elektrodinamici, postavljajući temelj za Feynmanove dijagrame, te je nazvana "Princip najmanje akcije u kvantnoj mehanici". Ključni dio teorije je da se pozitroni ponašaju kao elektroni koji se kreću vremenski unatrag.
Jedan od uvjeta Feynmanove stipendije na Princetonu bio je da se ne smije oženiti; no on je nastavio vezu sa svojom ljubavi iz srednjoškolskih dana, Arline Greenbaum, i naumio je oženiti jednom kad dođe do znanstvenog doktorata bez obzira na to što je bio svjestan kako je ona ozbiljno oboljela od tuberkuloze koja je tada bila neizlječiva bolest. Nije se očekivalo da preživi više od dvije godine. Godine 1942. odvezli su se trajektom na Staten Island, gdje su se službeno i vjenčali bez prisustva roditelja ili prijatelja, a svjedoci su im bili par neznanaca. Feynman je mogao poljubiti Arline jedino u obraz. Nakon toga odveo ju je u bolnicu, gdje ju je viđao vikendima.

## Ekscentričnost
Također je poznat po mnogim avanturama, opisanim u knjigama "Surely You're Joking, Mr. Feynman!", "What Do You Care What Other People Think?" i "Tuva or Bust!". Richard Feynman je bio u mnogim stvarima ekscentrik i slobodni duh.